# Agylla albocinerea
Agylla albocinerea är en fjärilsart som beskrevs av Moore 1878. Agylla albocinerea ingår i släktet Agylla och familjen björnspinnare. Inga underarter finns listade i Catalogue of Life.